# Chambre de commerce et d'industrie du Var
La chambre de commerce et d'industrie du Var créée le 13 juin 1833 et par ordonnance du roi Louis-Philippe est la CCI du département du Var. Son siège est à Toulon au 236, boulevard du Maréchal Leclerc.
La chambre fait partie de la chambre de commerce et d'industrie de région Provence-Alpes-Côte d'Azur. Son président est Basil Gertis depuis le 23 novembre 2021 qui succède à Jacques Bianchi (2004-2021).
Elle possède 6 antennes de proximité à Draguignan, Brignoles, Hyères, Saint-Tropez, Saint-Raphaël, Ouest Var.

## Historique
La chambre de commerce naît d’un constat : Toulon est une ville maritime qui demeure étroitement dépendante des activités militaires, la privant en même temps d’un espace portuaire adapté à son commerce maritime. En effet, coincée entre la montagne et la mer, la ville ne dispose pas d’une géographie favorable comme Marseille, concurrente écrasante au moment où, sous la monarchie de Juillet, la croissance économique se développe en France. De plus Marseille, depuis le 5 août 1599 dispose de la première chambre de commerce au monde créée par le roi Henri IV. Dès lors, les commerçants toulonnais veulent prendre en main leur destin et ouvrir le port au commerce international d’autant que la conquête de l’Algérie représente une promesse de croissance. Ainsi, ils se regroupent et créent officiellement le 13 juin 1833, et par ordonnance du roi Louis-Philippe, la chambre de commerce du Var. La chambre de Commerce est officiellement installée par le sous-préfet le 30 juillet 1883. Les neuf premiers membres fondateurs, appartenant à de grandes familles de commerçants et de négociants toulonnais, élisent le tout premier président de la CCI du Var, Auguste Pignol. Élu de 1833 à 1837, celui-ci est négociant, armateur, banquier et fournisseur de la Marine nationale.
En 1872, elle devient la chambre de Commerce de Toulon et du Var. Finalement, en 1880 l'appellation définitive est la chambre de Commerce et d’Industrie du Var.
En 1912, le président Lazare Nicoli décide la construction d’un immeuble dédié, ainsi le Palais de la bourse voit le jour sur Boulevard du Maréchal Leclerc à Toulon.
Le 25 juin 1966, le ministère de la Défense, propriétaire de la base d'aéronautique navale d'Hyères Le Palyvestre signe un protocole d'accord la chambre de commerce et d'industrie du Var. Celui-ci, permet à la chambre consulaire d'ouvrir le trafic national et international commercial grâce à l'ouverture d'une piste civile. Dès l’année suivante, l’aéroport varois accueille son premier vol commercial avec le lancement d’une liaison Air Inter à destination de Lyon. Depuis le 1er avril 2015, l'aéroport est géré par Vinci Airports.

## Missions
À ce titre elle est un organisme chargé de représenter les intérêts des entreprises commerciales, industrielles et de service du Var et de leur apporter certains services. C'est un établissement public qui gère en outre des équipements au profit de ces entreprises.
Comme toutes les CCI, elle est placée sous la double tutelle du Ministère de l'Industrie et du Ministère des PME, du Commerce et de l'Artisanat.

### Service aux entreprises
- Centre de formalités des entreprises
- Assistance technique au commerce
- Assistance technique à l'industrie
- Assistance technique aux entreprises de service
- Point A (apprentissage)

### Gestion d'équipements
- Port de Commerce de Toulon ;
- Port de plaisance de Toulon ;
- Port de Giens-Porquerolles.

### Centres de formation
- Lycée la Tourrache (design et compta)
- Centres de formation continue Capforma (Toulon est et Saint Raphaël)
- Fondateur de l'école de commerce et de l'Institut européen de Design devenus Kedge Business & Design School

## Anciens présidents
| Nom | Nom                 | Nom | Dates du mandat  | Dates du mandat  |
| --- | ------------------- | --- | ---------------- | ---------------- |
| 1   | Auguste Pignol      |     | 1833             | 1837             |
| 2   | Émile Gérard        |     | 1840             | janvier 1843     |
| 3   | Baptistin Auban     |     | 1846             | 1853             |
| 4   | Pierre-Gabriel Aube |     | 1853             | août 1862        |
| 5   | Lazare Nicoli       |     | ?                | ?                |
| 6   | René Bichain        |     | ?                | ?                |
| 5   | Claude Meiffret     |     | 1986             | 1988             |
|     | Guy Ramage          |     | 1988             | 1992             |
| 7   | Pierre Meiffret     |     | 1992             | 1994             |
| 8   | Jean-Jacques Bréban |     | 21 décembre 1994 | 1995             |
| 9   | Dominique Poggi     |     | 1995             | 2001             |
| 10  | Albert Bessudo      |     | 8 janvier 2001   | 13 décembre 2004 |
| 11  | Jacques Bianchi     |     | 8 janvier 2001   | 23 novembre 2021 |
| 11  | Basil Gertis        |     | 23 novembre 2021 | Mandat en cours  |

## Pour approfondir